# 青山 (新潟市)
青山（あおやま）は、新潟県新潟市西区の町字。現行行政地名は青山一丁目から青山八丁目と大字青山。住居表示は一丁目から八丁目が実施済み区域、大字が未実施区域。郵便番号は950-2002。

## 概要
信濃川の流末左岸の砂丘および低平地に位置し、青山村新田（青山新田村）を前身とする地域。かつては青山五兵衛狐の伝説ゆかりの地として信仰を集め、現在では大型ショッピングセンターと高層マンションが立ち並ぶ住宅街となっている。

### 隣接する町字
北から東回り順に、以下の町字と隣接する。
青山 (大字)
- 関屋
- 関屋掘割町
- 浦山
- 青山六丁目 - 七丁目
- 西有明町
- 真砂町

青山一丁目 - 三丁目
- 浦山
- 平島
- 東青山
- 小針
- 青山水道
- 青山新町

※関屋分水路を挟んで中央区有明台、関南町と隣接。
青山四丁目 - 八丁目
- 青山 (大字)
- 浦山
- 青山新町
- 小針上山
- 松美台
- 西有明町

## 地域

### 青山 (大字)
1889年（明治22年）から現在までの大字名。住居表示が相次いで施行され、表示未施行の地域は海岸に面する北部のみとなった。

### 青山 (町丁)
(丁目なし)
- レクサス 新潟
- マクドナルド 青山フォーラム店

一丁目 - 三丁目
青山の一部では1983年（昭和58年）に住居表示が施行され、町名が現在の青山一丁目から同三丁目までとなった。東日本旅客鉄道（JR東日本）青山駅から青山新町内陸方面に位置する。
- イオン新潟青山ショッピングセンター
- 新潟文化自動車学校
- クスリのアオキ 青山店
- サイゼリヤ 新潟青山店
- 村さ来 青山店
- ココス 新潟青山店
- 石窯パン工房 サフラン 青山店

四丁目 - 八丁目
青山の一部では、一丁目から三丁目までに先立って1982年（昭和57年）に施行された住居表示により、町名が現在の青山四丁目から八丁目までとなった。青山駅から海岸方面に位置する。
- カワチ薬品 青山店
- トヨタレンタリース青山店
- 青山ショッピングセンター
  - イオンスタイル青山西大通
  - ココカラファイン新潟青山店

## 歴史
1666年（寛文6年）から1669年（寛文9年）の間に、新潟浜村の枝郷として開発される。はじめは長岡藩領だったが、1862年（文久2年）には幕府領。1863年（文久3年）には会津藩領になり、1867年（慶応3年）からは再び幕府領となった。

### 分立した町字
青山新町（あおやましんまち）
1969年（昭和44年）の住居表示施行により付与された町名。区画整理によって形成された新興住宅地。
青山水道（あおやますいどう）
1983年（昭和58年）の住居表示施行により付与された町名。青山水道地内は全て新潟市水道局青山浄水場の敷地となっており、住居表示上の地番は全域が1番1号である。
- 主な施設
  - 青山浄水場
  - 青山水道公園

東青山（ひがしあおやま）
1971年（昭和46年）の住居表示施行により付与された町名で、一丁目と二丁目から成る。もとは青山と平島の一部。
浦山（うらやま）
1976年（昭和51年）の住居表示施行により付与された町名で、一丁目から四丁目までから成る。もとは青山の一部で、町名の由来は旧字名の「青山字浦山」による。
- 主な企業、施設
  - 道とん堀 新潟青山店
  - セーブオン 新潟青山店（※閉店）

西有明町（にしありあけちょう）
1977年（昭和52年）の住居表示施行により付与された町名。町名の由来は、有明町の西隣にあるため。
松美台（まつみだい）
1977年（昭和52年）の住居表示施行により付与された町名。町名の由来は、かつて松林だった海岸砂丘に位置しているため。

### 年表
- 1666年-1669年（寛文6年から9年） - 新潟浜村の枝郷として開発。
- 1879年（明治12年） - 西蒲原郡に所属。
- 1889年（明治22年） - 下坂井輪村に編入され、大字となる。1914年（大正3年）まで「青山村新田」と称した。
- 1901年（明治34年） - 合併により、下坂井輪村が坂井輪村となる。
- 1912年（大正元年） - 越後鉄道が開通。
- 1914年（大正3年）5月12日 - 大字青山村新田から大字青山に改称[10]。
- 1928年（昭和3年） - 県道弥彦参宮線開通。
- 1952年（昭和27年） - 県道弥彦参宮線が国道116号に昇格。
- 1954年（昭和27年） - 坂井輪村が新潟市に編入される。
- 1956年-1960年（昭和31年から35年） - 帝国石油が産業道路を建設したが、後に道路は新潟市に移管され、現在の国道402号となる。
- 1969年（昭和44年） - 北側の砂丘上に新国道が開通。
- 1970年（昭和45年） - 新潟市立青山小学校が開校。
- 1979年（昭和54年） - ジャスコ新潟店が開店。
- 1980年（昭和55年） - 新潟市立東青山小学校が開校。
- 1980年（昭和55年）9月26日 - 新潟交通電車線東青山駅が開業。
- 1983年（昭和58年） - 住居表示が施行され、大字青山が町丁となる。
- 1988年（昭和63年）3月13日 - 東日本旅客鉄道越後線青山駅が開業。
- 1999年（平成11年）4月5日 - 新潟交通電車線東関屋 - 月潟間廃線により東青山駅が廃駅となる。
- 2012年（平成24年）2月20日 - イオン新潟店（ジャスコ新潟店）が閉店。
- 2013年（平成25年）4月23日 - ジャスコ新潟店跡地にイオン新潟青山ショッピングセンターが開店。

## 世帯数と人口
2018年（平成30年）1月31日現在の世帯数と人口は以下の通りである。
| 丁目       | 世帯数    | 人口    |
| ---------- | --------- | ------- |
| 青山一丁目 | 578世帯   | 1,197人 |
| 青山二丁目 | 622世帯   | 1,452人 |
| 青山三丁目 | 326世帯   | 699人   |
| 青山四丁目 | 264世帯   | 540人   |
| 青山五丁目 | 249世帯   | 557人   |
| 青山六丁目 | 318世帯   | 720人   |
| 青山七丁目 | 218世帯   | 524人   |
| 青山八丁目 | 223世帯   | 553人   |
| 計         | 2,798世帯 | 6,242人 |

## 小・中学校の学区
市立小・中学校に通う場合、学区は以下の通りとなる。
| 大字・丁目 | 番地                            | 小学校               | 中学校             |
| ---------- | ------------------------------- | -------------------- | ------------------ |
| 青山       | 170番地、227番地 260〜261番地   | 新潟市立東青山小学校 | 新潟市立小針中学校 |
| 青山一丁目 | 全域                            | 新潟市立東青山小学校 | 新潟市立小針中学校 |
| 青山二丁目 | 全域                            | 新潟市立東青山小学校 | 新潟市立小針中学校 |
| 青山三丁目 | 全域                            | 新潟市立東青山小学校 | 新潟市立小針中学校 |
| 青山四丁目 | 1～7番                          | 新潟市立東青山小学校 | 新潟市立小針中学校 |
| 青山四丁目 | 8～10番                         | 新潟市立小針小学校   | 新潟市立小針中学校 |
| 青山五丁目 | 全域                            | 新潟市立青山小学校   | 新潟市立関屋中学校 |
| 青山六丁目 | 全域                            | 新潟市立青山小学校   | 新潟市立関屋中学校 |
| 青山七丁目 | 1番 2番1～8号                   | 新潟市立青山小学校   | 新潟市立関屋中学校 |
| 青山七丁目 | 2番9～41号 3～13番              | 新潟市立青山小学校   | 新潟市立小針中学校 |
| 青山八丁目 | 3番11～25号 4～9番              | 新潟市立青山小学校   | 新潟市立小針中学校 |
| 青山八丁目 | 1〜2番 3番1号・30号 3番32～46号 | 新潟市立青山小学校   | 新潟市立関屋中学校 |

- 青山5～8丁目の関屋中学校校区は、申請により新潟市立小針中学校へ就学できる地域。

## 交通

### 鉄道
新潟交通電車線（廃止）
- 東青山駅

### 道路
国道
- 国道402号

県道
- 新潟県道16号新潟亀田内野線（旧116号）
- 新潟県道42号新潟黒埼インター線（旧8号）

市道
- 新潟市道曽和インター信濃町線1号（西大通り）

### バス
新潟交通路線バス
2016年10月現在の路線を示す。各路線の系統など詳細は「新潟交通のバス路線一覧#路線バス」を参照。
- 青山二丁目停留所 - 青山本村停留所 - 青山稲荷前停留所 - 水道遊園前停留所
  - C2 浜浦町線
  - C3 信濃町線
- 青山停留所 - 青山本村停留所 - 青山稲荷前停留所 - 水道遊園前停留所、青山一丁目停留所
  - BRT 萬代橋ライン
  - W3 寺尾線
  - W4 大堀線
  - 青山 青山循環線
- 青山停留所、青山一丁目停留所、東青山停留所
  - W5 小新線
- 青山停留所
  - W6 千歳大橋線
- 青山停留所 - 東青山停留所
  - W7 大野・白根線
  - W8 味方線